# حمله از جلو
حمله از جلو (انگلیسی: Frontal assault) یک تاکتیک نظامی است که شامل حمله مستقیم و تمام عیار به خط مقدم نیروی دشمن، به جای پهلوها یا پشت دشمن، می‌شود. این تاکتیک امکان پیروزی سریع و قاطع را فراهم می‌کند، اما به قیمت قرار دادن مهاجمان در معرض حداکثر قدرت دفاعی دشمن؛ این امر می‌تواند حملات از جلو را حتی در صورت موفقیت، پرهزینه کند و اغلب در صورت عدم موفقیت، به طرز فاجعه‌باری پرهزینه باشد. این تاکتیک ممکن است به عنوان آخرین راه حل مورد استفاده قرار گیرد، زمانی که زمان، زمین، کنترل فرماندهی محدود یا کیفیت پایین نیروها اجازه انعطاف‌پذیری در میدان نبرد را نمی‌دهد. خطرات حمله از جلو را می‌توان با استفاده از آتش پشتیبانی سنگین، حملات انحرافی، استفاده از پوشش (مانند دود یا تاریکی شب) یا تاکتیک‌های نفوذ کاهش داد.
حملات از جلو در جنگ‌های باستانی رایج بود، جایی که پیاده‌نظام سنگین، هسته اصلی ارتش‌هایی مانند فالانژهای یونانی و لژیون رومی را تشکیل می‌دادند. این تشکیلات متراکم، با صفوف زیاد، از وزن خود در تعداد برای پیشروی و شکستن خطوط دشمن استفاده می‌کردند. در جنگ‌های قرون وسطی، سواره‌نظام‌های سنگین مانند شوالیه‌های سواره‌نظام برای پیروزی‌های آسان در برابر نیروهای پیاده‌نظام به حملات رو به جلو متکی بودند.
این تاکتیک‌ها با افزایش کیفیت دفاعی پیاده‌نظام، به ویژه با معرفی سلاح گرم، رو به زوال رفتند. هم پیاده‌نظام سنگین و هم سواره‌نظام سنگین با نیروهای سبک‌تر و مانورپذیرتر جایگزین شدند.
با این حال، حتی در جنگ‌های ناپلئونی، حمله رو به جلوی سواره‌نظام به یک خط باریک می‌توانست در صورت مساعد بودن شرایط، یا حتی حمله به پیاده‌نظام در صورت متزلزل یا ضعیف شدن دشمن در اثر حملات قبلی، مؤثر باشد. اما با افزایش قدرت آتش، مانند معرفی تفنگ، حملات رو به جلوی موفق علیه یک دشمن آماده، نادر شد. با این حال، همچنان تلاش برای انجام این حملات ادامه یافت، زیرا تاکتیک‌های جایگزینی که می‌توانستند پیروزی قاطعی را برای مهاجم به ارمغان بیاورند، توسعه نیافته بودند.
در طول جنگ داخلی آمریکا، مدتی طول کشید تا ژنرال‌های هر دو طرف بفهمند که حمله رو به جلو به دشمنی که به خوبی سنگر گرفته یا در غیر این صورت موقعیت دفاعی قوی دارد، بعید است که موفقیت‌آمیز باشد و باعث اتلاف نیروی انسانی می‌شود.
در طول جنگ جهانی اول، پیشرفت در مسلسل‌ها و توپخانه، قدرت آتش دفاعی را به میزان زیادی افزایش داد، در حالی که جنگ سنگر به سنگر تقریباً تمام گزینه‌های مانور میدان نبرد را از بین برد. این امر منجر به حملات مکرر از جلو با تلفات وحشتناک شد. تنها در پایان جنگ، با معرفی تانک‌ها، تاکتیک‌های نفوذ و سلاح‌های ترکیبی، آغاز جنگ مانوری مدرن به‌عنوان راهی برای جلوگیری از لزوم حملات از جلو، آغاز شد.